# Minnesota Correctional Facility – Oak Park Heights

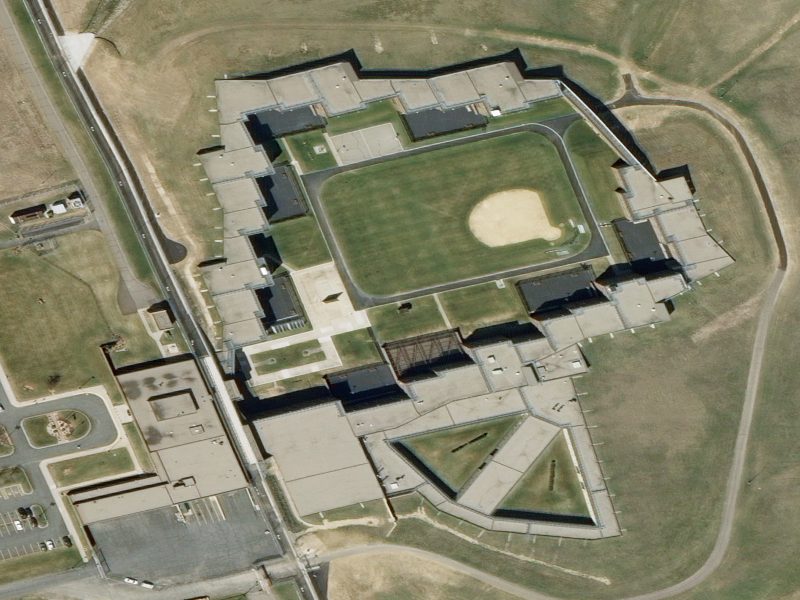
Satellitenaufnahme des Geländes von Oak Park Heights

Die Minnesota Correctional Facility – Oak Park Heights (kurz MCF-OPH) ist eine 1982 eröffnete Haftanstalt im US-Bundesstaat Minnesota. Oak Park Heights wurde gebaut, um die gefährlichsten Straftäter des Bundesstaats aufzunehmen. Dementsprechend verbüßen die knapp 450 ausschließlich männlichen Insassen des Gefängnisses nahe der Stadt Stillwater im Washington County sehr lange Haftstrafen und gelten in der Regel als überdurchschnittlich gefährlich. Betrieben wird die Einrichtung vom Minnesota Department of Corrections, der Strafvollzugsbehörde des Bundesstaats Minnesota.

## Aufbau und Vollzug
Die Oak Park Heights Strafanstalt ist das einzige Gefängnis in Minnesota, das in der Sicherheitsbewertung der Strafvollzugsbehörde als Level 5 maximum security facility, also als Hochsicherheitsgefängnis eingestuft wurde. Aufgrund der verschärften Sicherheitsbedingungen innerhalb der Anstalt kann Oak Park Heights viel weniger Häftlinge als ein anderes Gefängnis vergleichbarer Größe aufnehmen.
Der gesamte, festungsartig in einen Hang gebaute Komplex umfasst neun in sich abgeschlossene Haftbereiche, von denen sechs jeweils zur Aufnahme von 52 Insassen konzipiert wurden. Zudem gibt es eine Mental Health Unit und eine Transitional Care Unit, die beide Insassen aus ganz Minnesota aufnehmen, die medizinische Betreuung in Haft benötigen. Als neunte Abteilung existiert des Weiteren die 2001 fertiggestellte Administrative Control Unit, ein Hochsicherheits-Isolationstrakt, in dem die Insassen 23 Stunden am Tag in ihren Zellen verbringen und von jeglichem Kontakt mit der Außenwelt abgeschnitten sind.

## Statistik
Von den 446 im Mai 2011 inhaftierten Insassen des Gefängnisses verbüßten 62 eine Lebenslange Freiheitsstrafe ohne Aussicht auf Bewährung und 88 eine solche mit Aussicht auf eine Entlassung auf Bewährung. Die durchschnittliche Haftzeit der anderen Gefangenen betrug 206 Monate (17 Jahre und 2 Monate). Die häufigsten Inhaftierungsgründe waren Tötungs- und Körperverletzungsdelikte sowie Sexualstraftaten.